# Ла Минијера (Пиза)
Ла Минијера је насеље у Италији у округу Пиза, региону Тоскана.
Према процени из 2011. у насељу је живело 28 становника. Насеље се налази на надморској висини од 465 м.